# Кляйнайтінген
Кляйнайтінген (нім. Kleinaitingen) — громада в Німеччині, знаходиться в землі Баварія. Підпорядковується адміністративному округу Швабія. Входить до складу району Аугсбург. Складова частина об'єднання громад Гросайтінген.
Площа — 15,67 км2. Населення становить 1328 ос. (станом на 31 грудня 2020).

## Галерея

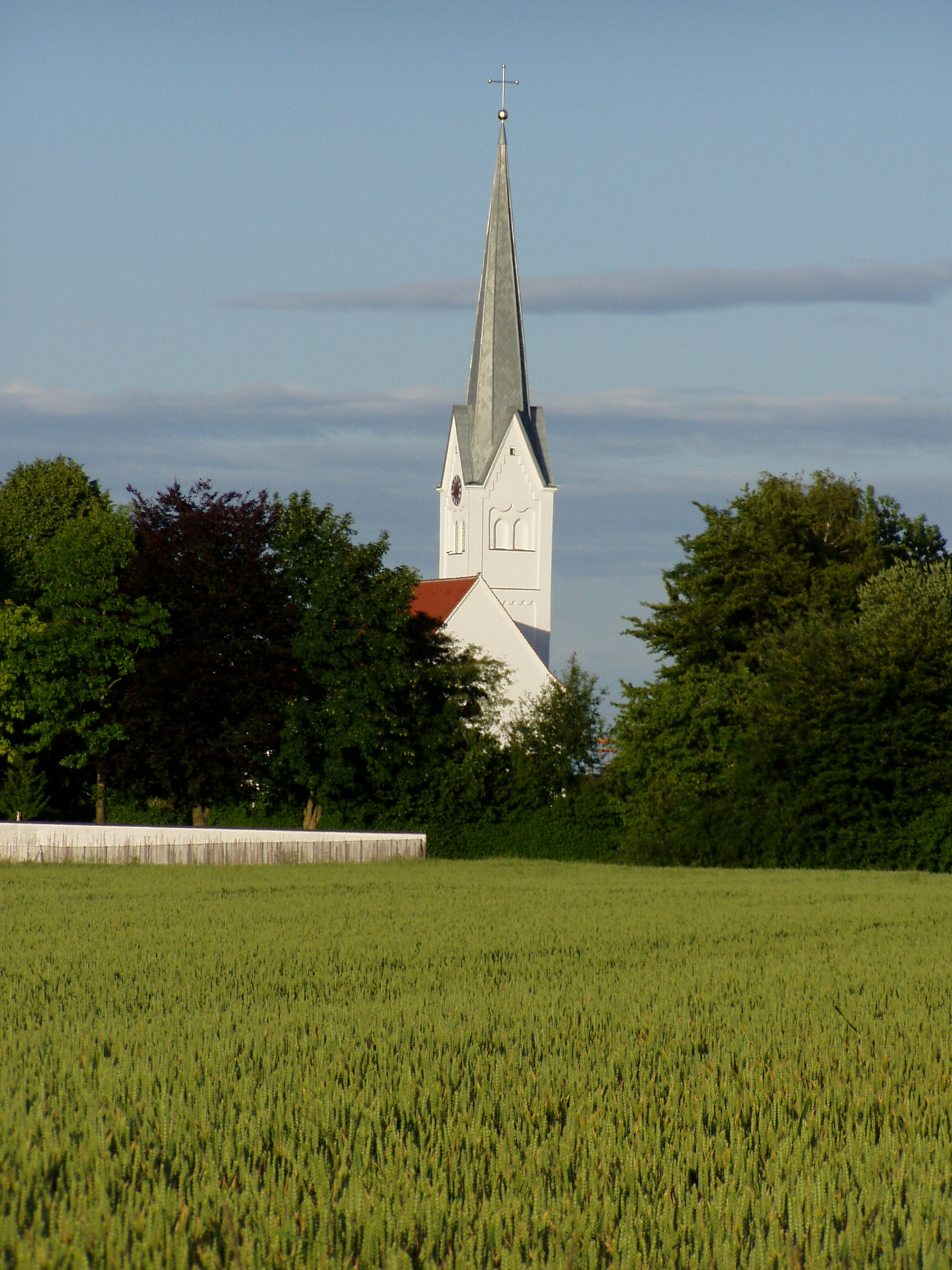